# Prosopis denudans
Para otras especies, ver Algarrobo.

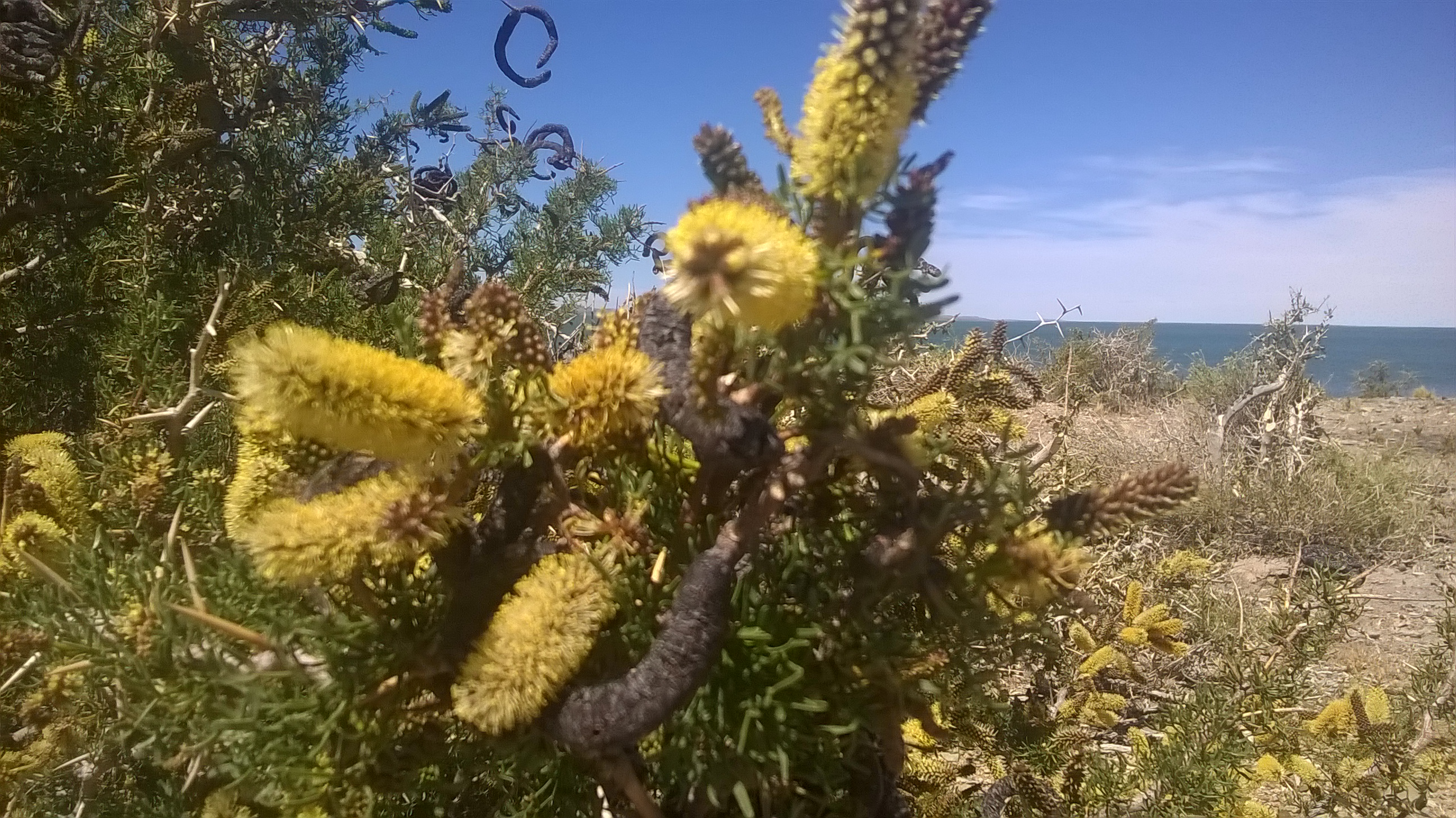
Algarrobillo en flor, en colonia Sarmiento, Chubut

Prosopis denudans  (sinónimo Prosopis patagonica) es un árbol leguminoso de Sudamérica que habita la ecorregión de la estepa patagónica y el monte de llanuras y mesetas, en Argentina.

## Descripción
Es un arbusto de 1– 3 m de alto, espinoso, glabro, ramas flexuosas, arqueadas, duro, grisáceo con la edad, anudado, espinas axilares, solitarias, duras de 1–4 cm de largo.  Hojas con pinnas de 5–20 mm de largo, obtusas, foliólulos largos de 5–15 mm y de 1 a 3 pares por pinna. Hojas alternas. Inflorescencias en racimos axilares o fasciculados en el braquiblasto, de pedúnculo corto, de 2,5–7 cm de largo, raquis y pedicelo de 0,2 mm de largo, y cáliz de 1,5 mm largo, pétalos de 3 mm largo, vellosos por dentro, estambres de 5 a 7 mm largo, ovario piloso. Fruto rojizo a negro, y brillante maduro, glabro o pubescente, estipitado corto, de 2–7 cm de largo y 0,5–1,5 mm de ancho, falcado anularmente, con 1 a 1,5 giros abiertos y con agujero central.
Los árboles florecen en septiembre y en octubre, y fructifican de noviembre a marzo. Como otras sp. del Género, tolera climas áridos.
La madera es castaña, con nervaduras. La madera del Algarrobo negro se usa para muebles, barriles, y tiene propiedades tánicas. El fruto es una vaina ("chaucha") con semillas y con una pasta dulce adentro, usada para hacer harina, y una bebida alcohólica (aloja) después de su fermentación.

## Taxonomía
Prosopis denudans fue descrita por George Bentham y publicado en Journal of Botany, being a second series of the Botanical Miscellany 4(31): 351. 1841.
Etimología
Prosopis: nombre genérico otorgado en griego para la bardana, pero se desconoce por qué se aplica a esta planta.
denudans: epíteto latino 
Sinonimia
- Prosopis denudans var. denudans[3]

Variedades
- P. denudans var. patagónica: se diferencia por sus frutos, casi rectos no encorvados, y el número de hojas impresas. La medida del fruto es de 4–11 cm de largo por 1–1,3 cm de ancho y 0,8–1 cm de espesor.

- P. denudans var. stenocarpa: arbusto espinoso similar a las variedades de la especie precedentes, difiriendo de ellos en la legumbre delgada, falcada a anular como en la var. denudans, pero solo 0,5 cm en el diámetro. Segmentos acortados entre semillas y más alargados que oblongos, y el mesocarpo muy delgado, las semillas 4–7 mm de largo.

## Nombre comunes
- "Algarrobo patagónico”, “algarrobo de chancho”, "espinillo", "algarrobillo".